# Álex López (calciatore 1993)
Alejandro López de Groot, meglio noto come Álex López (Calafell, 18 settembre 1993), è un ex calciatore spagnolo, di ruolo attaccante.